# Carlos Manuel Rodríguez Santiago
Carlos Manuel Rodríguez Santiago (22 novembre 1918 - 13 juillet 1963), est un laïc portoricain, membre du tiers-ordre bénédictin[réf. nécessaire], militant pour une plus grande implication des laïcs dans la mission d'évangélisation de l'Église, en un sens un précurseur des conclusions du concile Vatican II. Il est vénéré comme bienheureux par l'Église catholique.

## Biographie
Charles-Emmanuel-Cécilen Rodriguez Santiago est né le 22 novembre 1918 à Porto Rico, dans une famille profondément chrétienne. Il a 2 frères et 2 sœurs. À l'age de 9 ans il est touché par la dysenterie qui le laissera fragile de santé toute sa vie. Après le lycée il travaille dans différentes entreprises avant de reprendre des études universitaires qu'il ne pourra terminer pour cause de santé déficiente,. Il devient un ardent promoteur de la liturgie chrétienne. Il consacre sa vie à promouvoir et diffuser cette prière quotidienne. Il fonde pour cela à Porto Rico un cercle de liturgie, ainsi qu'un centre de culture chrétienne. Il anime des sessions nommées « jours de vie chrétienne » destinés aux étudiants et aux enseignants universitaires. Il publie également deux petites revues « Liturgie » et « Culture chrétienne » dans lesquelles il traduit divers articles qu'il a lu,,,. En 1960 il arrête son travail pour se consacrer entièrement à l'évangélisation. Mais en mars 1963 il est opéré pour une tumeur, et il décède quelques mois plus tard, le 13 juillet après un long temps de souffrances,.

## Béatification et canonisation
C'est le 8 décembre 1992 que la cause en béatification et canonisation de Carlos Manuel Rodriguez Santiago débute dans le diocèse de Caguas, après l'aval du Saint-Siège. L'enquête diocésaine se clôture le 20 avril 1994 puis envoyée à Rome pour y être étudiée par la Congrégation pour les causes des saints.
Le 7 juillet 1997, le pape Jean-Paul II reconnaît l'héroïcité de ses vertus et le déclare vénérable.
Le 20 décembre 1999, le pape promulgue le décret reconnaissant authentique un miracle attribué à son intercession, ouvrant la voie à sa béatification. Celle-ci est célébrée le 29 avril 2001, place Saint-Pierre de Rome, par Jean-Paul II
.
Mémoire liturgique fixée au 13 juillet.